# Верховцев, Юрий Валентинович
Юрий Валентинович Верховцев (29 июня 1953 — 31 марта 2018) — генерал-майор юстиции (государственный советник юстиции 3 класса), прокурор Смоленской области (2002—2012), прокурор Ярославской области (2012—2017).

## Биография
Юрий Валентинович родился 29 июня 1953 года в Ярославле.
В 1977 году окончил Ярославский государственный университет по специальности правоведение.
Службу в органах прокуратуры проходит с июля 1976 года. Работал помощником Ярославского транспортного прокурора, заместителем Ярославского транспортного прокурора Северной транспортной прокуратуры, начальником следственного отдела Северной транспортной прокуратуры, Ярославским транспортным прокурором, прокурором района, заместителем и первым заместителем прокурора Ярославской области.
С апреля 2002 года занимал должность прокурора Смоленской области.
С октября 2012 по 2017 года занимал должность прокурора Ярославской области.
Умер 31 марта 2018 года, похоронен на Воинском мемориальном кладбище Ярославля.
Юрий Валентинович неоднократно поощрялся Генеральным прокурором Российской Федерации. Награждён нагрудным знаком «Почетный работник прокуратуры РФ», медалью «Ветеран прокуратуры», именным оружием — пистолетом Макарова и прочими.